# 10387 Bepicolombo
10387 Bepicolombo este un asteroid din centura principală de asteroizi.

## Descriere
10387 Bepicolombo este un asteroid din centura principală de asteroizi. A fost descoperit pe 18 octombrie 1996 la Sormano de Piero Sicoli și Francesco Manca. Asteroidul prezintă o orbită caracterizată de o semiaxă mare de 2,68 ua, o excentricitate de 0,16 și o înclinație de 12,7° în raport cu ecliptica.